# Телурій

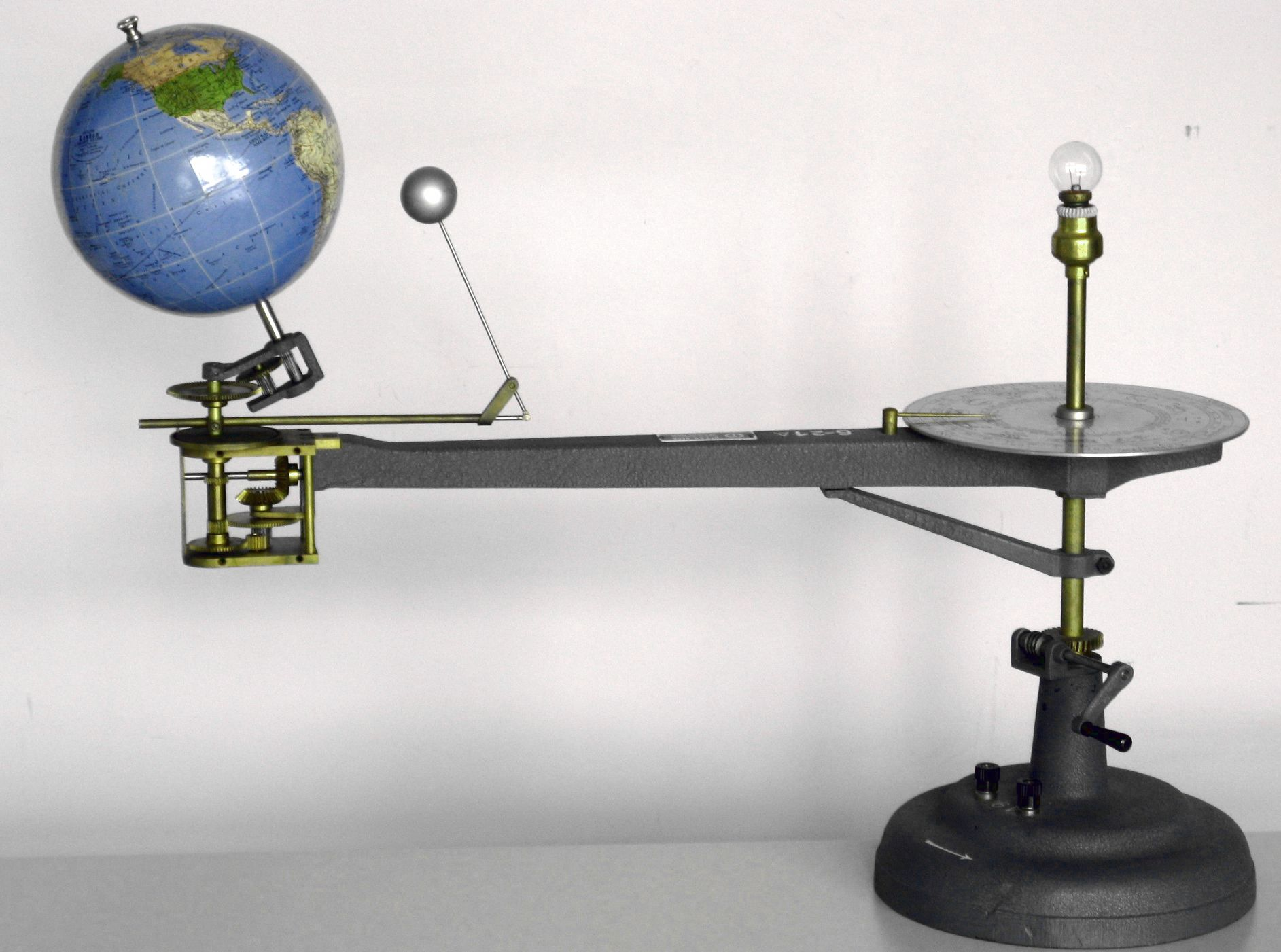
Шкільний телурій

Телурій (лат. tellus — Земля) — астрономічний механізм, що використовується для демонстрації руху Землі навколо Сонця і пов'язаних з цим рухом явищ (зміни сезонів, довготи дня й ночі).

## Принцип дії
Може використовуватись як вічний календар. Тісно пов'язаний із планетарієм, який ілюструє відносні позиції і рух планет в Сонячній системі згідно з геліоцентричною моделлю її будови. Із додаванням моделі Місяця може слугувати для відліку його фаз.
У телурії менша кулька, що зображує Землю, рухається навколо більшої кульки або якого-небудь джерела світла (наприклад, ліхтарика з рефлектором), що моделює Сонце. Крім того, кулька Землі обертається навколо власної осі, що проходить через його центр і зберігає незмінний похил у 23,5° (подібно земній осі). Іноді телурій має третю, меншу кульку, що зображує Місяць і яка обертається навколо кульки Землі. У найбільш простих телуріях для забезпечення незмінності напрямки осей використовуються рухливі паралелограми, рух здійснюється власноруч.

## Історія
Перший телурій виготовив німецький астроном Вільгельм Шикард (нім. Wilhelm Schickard; 1592–1635). Найстарішим телурієм, що зберігся до нашого часу, вважається модель голландського картографа Віллема Янсзона Блау (нід. Willem Janszoon Blaeu; 1571–1638).
|                                                                     |                                                                   |                                                          |                                                                                          |                     |
| Конрад Мельпергер, Портрет Вільгельма Шикарда із телурієм, 1632 рік | Ян ван Россум, Портрет Віллема Янсзона Блау із телурієм, 1663 рік | Телурій з віденського Музею глобусів (нім. Globenmuseum) | Телурій Джона Вінтропа (англ. John Winthrop) для навчань астрономії в Гарварді, 1766 рік | Локсокосм, 1725 рік |

Історично телурій виготовлявся на основі високоточних французьких і швейцарських годинників.